# Los Naranjos (Buenos Aires)
Los Naranjos es un paraje rural ubicado en el partido de Magdalena, provincia de Buenos Aires, Argentina. Se encuentra sobre la ruta provincial 11, 20 km al noroeste de Magdalena y 20 km al sudeste de la ciudad de La Plata.
Los canales que circundan la zona son buscados para la pesca. En 2009 el acceso a la localidad se encontraba bastante deterioriado.

## Población
Cuenta con 115 habitantes (Indec, 2010), lo que representa un incremento del 33% frente a los 86 habitantes (Indec, 2001) del censo anterior.
| Gráfica de evolución demográfica de Los Naranjos entre 1991 y 2010 |
|                                                                    |
| Fuente: Censos nacionales del INDEC                                |